# Zdenko Krnić
Zdenko Krnić (* 2. Oktober 1947 in Maribor; † 23. Juli 2010 in Belgrad) war ein jugoslawischer, später serbischer Schachspieler und -autor. 
Im Jahre 1970 debütierte er bei der jugoslawischen Meisterschaft. 1976 erhielt er den Titel eines Internationalen Meisters. Sein größter Turniererfolg war der zweite Platz bei der jugoslawischen Meisterschaft 1980 in Skender Vakuf.
Seit 1971 war er Mitarbeiter des Schachinformator, ab 1996 dessen Herausgeber. Seine letzte Elo-Zahl war 2383, seine höchste Elo-Zahl von 2450 erreichte er im Januar 1990.
Krnić starb nach etwa einer Woche im Krankenhaus an den Folgen eines Verkehrsunfalls. Ein Motorradfahrer, der anschließend Fahrerflucht beging, hatte ihn beim Überqueren einer Straße schwer verletzt. Zdenko Krnić hinterlässt seine Frau und zwei Söhne.